# Ренийдокозабериллий
Ренийдокозабериллий — бинарное неорганическое соединение
рения и бериллия
с формулой Be22Re,
кристаллы.

## Получение
- Сплавление стехиометрических количеств чистых веществ:

{\displaystyle {\mathsf {Re+22Be\ {\xrightarrow {1800}}\ Be_{22}Re}}}

## Физические свойства
Ренийдокозабериллий образует кристаллы
кубической сингонии,
пространственная группа F d3m,
параметры ячейки a = 1,1561 нм,
структура типа цирконийдокозацинк Zn22Zr
.
Соединение плавится при температуре 1800°С .
При температуре 9,33÷9,65 К соединение переходит в сверхпроводящее состояние
.